# 제3기갑여단 (대한민국)
제3기갑여단(第三機甲旅團, 3rd Armored Brigade, 상징명칭: 번개부대)는 강원특별자치도 홍천군에 주둔중인 대한민국 육군의 기갑여단으로, 2군단 예하 부대이다.
1988년 9월 1일 창설되었으며, 이후 1·2차 불곰사업을 통해 러시아로부터 국채를 대신하여 받아온 T-80U, BMP-3 등의 러시아제 기갑 장비를 운용하고 있다.

## 부대
- 제80전차대대 "불곰"
- 제83전차대대 "적토마"
- 제90기계화보병대대 "태극"
- 제660포병대대 "비호"
- 전투근무지원대대
- 직할대
  - 기갑수색중대
  - 방공대
  - 공병대
  - 정보통신대
  - 정보중대
  - 화생방중대
  - 본부대
  - 교육대